# Mi dovrai uccidere!
Mi dovrai uccidere! (Please Murder Me) è un film del 1956 diretto da Peter Godfrey.

## Trama
L'avvocato difensore Craig Carlson compra una pistola a un banco dei pegni e va al suo ufficio, dove mette la pistola in un cassette insieme a una cartelletta; poi comincia a dettare un messaggio con un registratore, indirizzandolo al procuratore distrettuale Ray Willis; Craig dichiara che lui sarà ucciso entro un'ora e racconta la sua storia in forma di lunghi flashback.
Tutto inizia quando Craig confessa a Joe Leeds, suo vecchio commilitone e migliore amico, che è l'amante di sua moglie Myra, la quale vuole ottenere il divorzio; Joe chiede a Craig del tempo per pensarci su. Qualche giorno dopo Joe scrive una lettera in ufficio, e la consegna al suo socio Lou Kazarian dicendogli di spedirla; poi telefona a Myra per avvertirla che sta per tornare a casa e vuole discutere con lei; arrivato a casa, comincia a parlarle, poi i due vanno in una stanza e la porta si chiude; poco dopo si sente uno sparo. Arriva la polizia per indagare sulla morte di Joe; Myra sostiene che Joe l'ha aggredita verbalmente e fisicamente, e costringendola a sparare; Craig è presente alla testimonianza, poiché è arrivato prima dei poliziotti e rappresenta Myra ufficialmente come suo avvocato.
Al processo, il procuratore Willis basa l'accusa su due punti: innanzitutto, quando Myra e Joe si conobbero, lei era disoccupata e senza alcun reddito, mentre lui era già un industriale di successo e aveva stipulato una grossa polizza sulla vita; in più, le indagini della polizia hanno stabilito che non c'è stato nessuna aggressione fisica, quindi Myra ha mentito. Craig offre alla giuria due spiegazioni per i fatti: per quanto riguarda le incongruenze nella versione dei fatti data da Myra, le attribuisce a una isteria provocata dal trauma dell'esperienza; dopo invalida il movente spiegando che Myra aveva già confessato di avere un altro uomo, e questo poteva spingere Joe ad aggredirla; per convalidare questa tesi Craig rivela in tribunale di essere l'amante di Myra.
La giuria assolve Myra dall'accusa di omicidio. In seguito Myra e Craig danno una festa per celebrare il proscioglimento; Lou è presente, e rivela in privato a Craig che Joe gli aveva dato la lettera da spedire, ma lui se ne è dimenticato; tuttavia il destinatario è proprio Craig, quindi gliela consegna di persona. Leggendola, Craig scopre che Joe voleva avvertirlo: aveva capito che Myra lo ha sposato solo per denaro, pur avendo una storia con un altro uomo, che però non è Craig ma un artista di cui non conosce il nome; Joe sperava di continuare il matrimonio per più di un motivo, tra cui salvare il suo amico dalla donna. Craig si ricorda che Myra ha parlato di un vecchio amico, un artista di nome Carl Holt, che le ha fatto visita in prigione durante i giorni del processo.
Craig rintraccia e incontra Holt, il quale spiega di avere avuto una lunga relazione con Myra, interrotta dopo il matrimonio con Joe; Holt esprime gratitudine e ammirazione per l'avvocato riguardo alla difesa di Myra al processo, soprattutto l'avere dichiarato che era l'amante di Myra. Più tardi Craig affronta Myra, rivelandole il contenuto della lettera di Joe e la conversazione con Carl Holt; Myra ammette che intende tornare da Holt, ora che è vedova.
Craig accusa Myra di averlo spinto a buttare via l'amicizia con Joe, l'amore per lei e la sua integrità professionale insieme, ma le annuncia che le farà pagare tutto: la costringerà a ucciderlo! Myra non gli crede, ma Craig è deciso e prepara un piano complesso; prima di tutto si fa amico Holt, e per trattenerlo gli commissiona un ritratto, così che non possa partire con Myra per l'Europa; intanto stuzzica Myra minacciando di rivelare la sua vera natura al pittore, chiedendole se l'uomo vorrà sposare un'assassina dopo tutto; per finire comincia a frequentare il procuratore Willis in pubblico, discutendo anche del caso di Myra, e non impedisce che la donna li veda insieme.
A questo punto Craig interrompe la registrazione, concludendo che ha un incontro con Myra per le 12:30 all'ufficio, cosa che avviene puntualmente; quando Myra bussa alla porta, Craig lascia il registratore acceso e nasconde il microfono dietro una foto che lo ritrae con Joe, poi apre la porta; mostra a Myra la cartella nel cassetto sostenendo che contenga le prove per inchiodarla, e subito dopo prende la pistola e la poggia sulla scrivania; a questo punto prende il telefono e, ignorando i tentativi di Myra di farlo desistere, compone il numero del procuratore Willis; Myra è ormai disperata, così prende la pistola e gli spara; Craig cade a terra; Myra prende un fazzoletto e rimette la cornetta a posto, e dopo pulisce la pistola togliendo le sue impronte; ma quando apre la cartella scopre che è piena di fogli bianchi.
Arriva Willis e Myra dichiara che Craig si è suicidato; Willis controlla Craig, che è effettivamente morto, e apprende che Myra aveva appuntamento con Craig, spiegando che lui stesso ne aveva un altro 10 minuti dopo; cercando nella stanza Willis trova il microfono e il registratore; lo spegne e riavvolge il nastro, poi lo riavvia; mentre la registrazione spiega tutti i fatti, Myra capisce che ha perso e piange disperata.